# بوينغ سولار إيغل
بوينغ سولار إيغل (Boeing SolarEagle - Vulture II) طائرة تجسس كهربائيةمقترحة بدون طيار، تعمل بالطاقة الشمسية على ارتفاع عالٍ (HALE) طورتها شركة بوينغ فانتوم ووركس.
يبلغ طول جناحي الطائرة المقترحة 393.7 قدمًا (120 مترًا)، كان من المفترض أن تظل محمولة جواً لمدة تصل إلى خمس سنوات في المرة الواحدة دون الحاجة إلى الهبوط. لديها 20 محركًا من نفس نوع «كينتيك زفير» (Qinetiq Zephyr) التي صممتها جامعة نيوكاسل. حصلت شركة بوينغ على عقد بقيمة 89 مليون دولارً من قبل برنامج نسر داربا، على أن تغطي بوينغ الباقي. كان من المقرر أن تقوم بأول رحلة لها في عام 2014، ولكن في عام 2012 تم إلغاء مشروع سولار إيغل وأعيد تركيز برنامج نسر داربا على تطوير تقنيات الخلايا الكهروضوئية وتخزين الطاقة.